# Ноче (Салерно)
Ноче је насеље у Италији у округу Салерно, региону Кампанија.
Према процени из 2011. у насељу је живело 289 становника. Насеље се налази на надморској висини од 255 м.